# Верхньофракійська низовина
42°15′ пн. ш. 26°00′ сх. д. / 42.25° пн. ш. 26° сх. д.

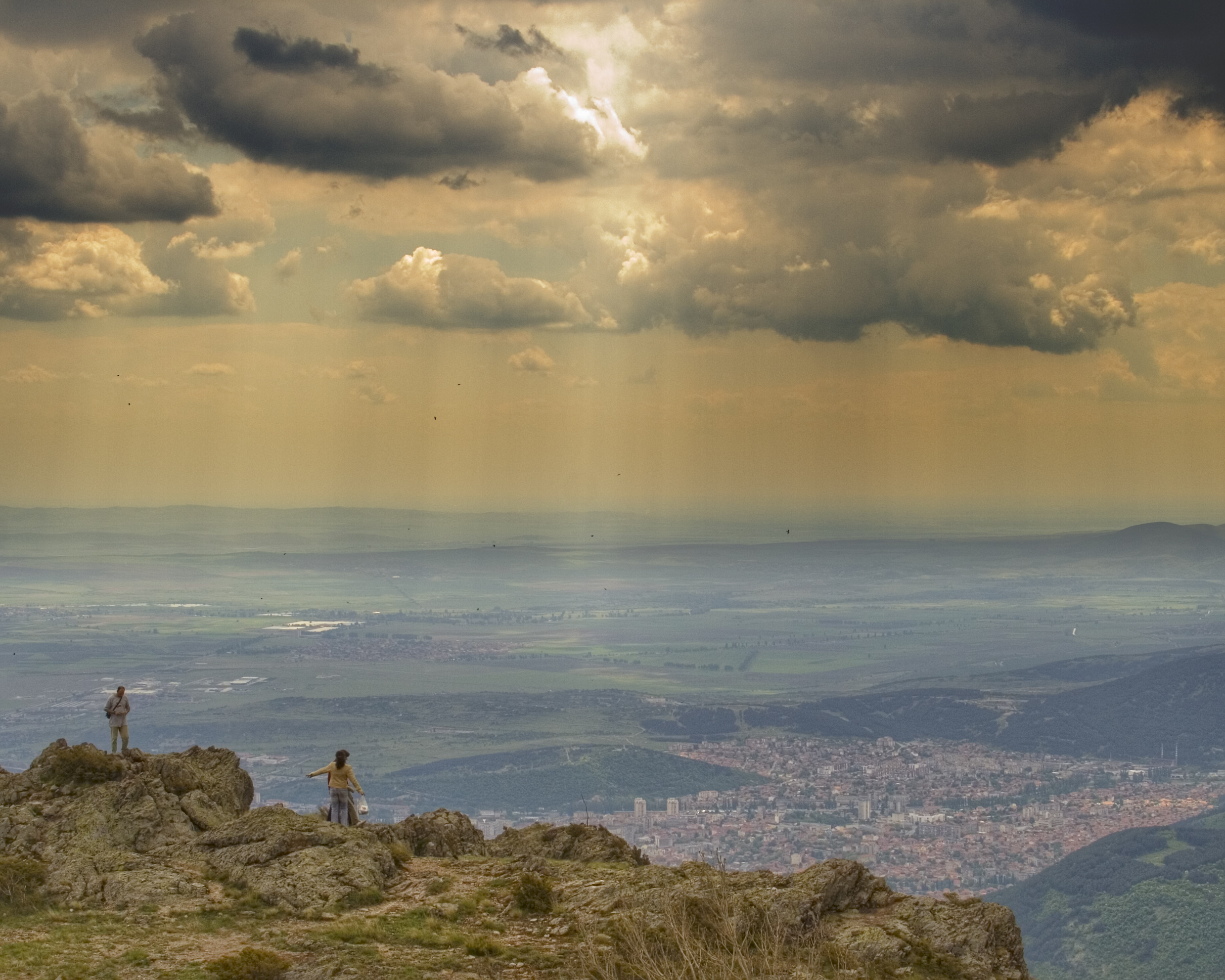
Вигляд міста Сливен та Верхньофракійської низовини з південних схилів Балканських гір

Верхньофракі́йська низовина́ або Мари́цька низовина́ (болг. Горнотракийска низина) — низовинна рівнина на південному сході Болгарії, між Родопськими горами на півдні і Средна-Гора на півночі.

## Географія
Низовина належить до Балканського півострова.
Основні параметри:
- Довжина 160—180 км.
- Ширина 40-50 км.
- Площа 6030 км².
- Висоти від 80 до 200 м.
- Середня висота 168 м.

## Геологія
Є прогинанням, заповненим палеогеновими (вапняки, пісковики) осіданнями, а також товщею молодших річкових і озерних відкладень. Місцями осадковий чохол прорваний магматичними породами.

## Клімат
Клімат перехідний від помірного до субтропічного.
Середня температура січня 0 °C, 0,3 °C, липня — 23 °C, 24 °C.
Опадів 500—600 мм на рік.
Основна річка Мариця.

## Основні міста
- Пловдив
- Пазарджик
- Стара Загора
- Димитровград.